# Borussia-Park
Borussia-Park – stadion piłkarski w Mönchengladbach w Nadrenii Północnej-Westfalii.
Na stadionie rozgrywane są mecze klubu Borussia Mönchengladbach i reprezentacji Niemiec w piłce nożnej.
Obecny stadion zastąpił poprzedni Bökelbergstadion. Był to jedyny obiekt w Bundeslidze w sezonie 2012/2013, który nie miał w nazwie sponsora.

## Kompleks
Na 9 ha obok stadionu znajduje się:
- sześć trawiastych boisk treningowych naturalnej wielkości
- jedno boisko pokryte sztuczną nawierzchnią
- dwa małe boiska treningowe
- tor sprawnościowy

## Historia
Do 1996 roku na terenie obecnie zajmowanym przez Borussia-Park znajdowały się koszary Brytyjskiej Armii Renu.
Następnie na terenie opuszczonym przez żołnierzy powstała Area of Sports.
Poprzedni stadion Borussii Bökelbergstadion stał się niewystarczający dla potrzeb klubu dlatego postanowiono zbudować nowy stadion.
15 marca 2002 odbyła się uroczystość inaugurująca budowę. Właściwa budowa rozpoczęła się 13 października.
30 lipca 2004 roku po zakończeniu budowy na stadionie odbył się mały turniej w którym wzięły udział kluby(poza Borussią) Bayern Monachium i AS Monaco. Oficjalna inauguracja nowego stadionu nastąpiła 14 sierpnia przegranym meczem z Borussią Dortmund.

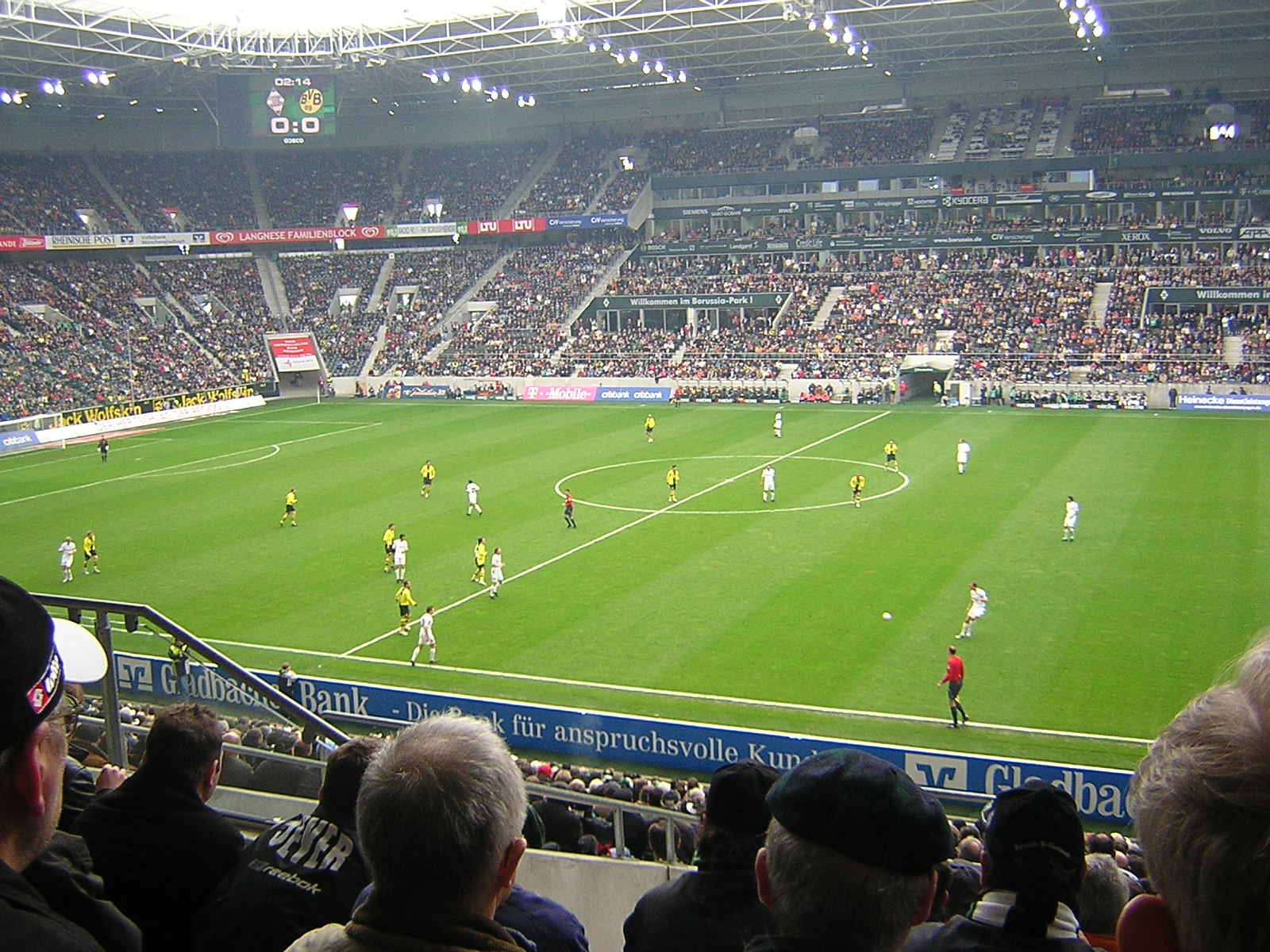
Borussia-Park podczas meczu (2006)

## Mecze reprezentacji Niemiec
| Lp. | Data                 | Mecz               | Wynik |
| --- | -------------------- | ------------------ | ----- |
| 1   | 8 czerwca 2005       | Niemcy – Rosja     | 2:2   |
| 2   | 2 czerwca 2006       | Niemcy – Kolumbia  | 3:0   |
| 3   | 15 października 2008 | Niemcy – Walia     | 1:0   |
| 4   | 29 marca 2011        | Niemcy – Australia | 1:2   |

## Koncerty
- 6 czerwca 2006 Elton John 20 tys. widzów
- 6 czerwca 2008 Herbert Grönemeyer 40 tys. widzów